# Worth (Schalksmühle)
Worth ist eine Wüstung in Schalksmühle im Märkischen Kreis im Regierungsbezirk Arnsberg in Nordrhein-Westfalen (Deutschland).

## Lage und Beschreibung
Worth lag südöstlich des Ortskerns an der Nordflanke des Worthbergs oberhalb des Volmetals. Über den Standort wurde eine Hochspannungsleitung trassiert.

## Geschichte
Worth wurde erstmals 1581 urkundlich erwähnt, die Entstehungszeit der Siedlung wird aber für den Zeitraum zwischen 1200 und 1300 am Ende der mittelalterlichen Rodungsperiode vermutet. Der Ort war ein Abspliss von Niedercarthausen.
1818 lebten 15 Einwohner in Worth. Laut der Ortschafts- und Entfernungs-Tabelle des Regierungs-Bezirks Arnsberg wurde der Ort als Hof kategorisiert und besaß 1838 eine Einwohnerzahl von 15, allesamt evangelischen Glaubens. Der Ort gehörte zu dieser Zeit der Oeckingfelder Bauerschaft innerhalb der Bürgermeisterei Halver an und besaß drei Wohnhäuser und drei landwirtschaftliche Gebäude.
Der Ort ist auf der Preußischen Uraufnahme von 1840 als Worth verzeichnet. Ab der Preußischen Neuaufnahme von 1892 ist der Ort auf Messtischblättern der TK25 als Worth verzeichnet.
Die Gemeinde- und Gutbezirksstatistik der Provinz Westfalen führt 1871 den Ort als Colonie mit fünf Wohnhäusern und 20 Einwohnern auf. Das Gemeindelexikon für die Provinz Westfalen von 1887 gibt für den Ort eine Zahl von 19 Einwohnern an, die in drei Wohnhäusern lebten. 1895 besaß der Ort vier Wohnhäuser mit 40 Einwohnern und gehörte kirchlich zum evangelischen Kirchspiel Schalksmühle, 1905 werden ebenfalls vier Wohnhäuser und 40 Einwohner angegeben.
Am 1. Oktober 1912 wurde der Bereich um den Ort aus der Gemeinde Halver ausgegliedert und der neu gegründeten Gemeinde Schalksmühle zugewiesen. 1995 wurden die Gebäude abgetragen und der Ort fiel wüst. Der Haferkasten des Hofs wurde zum Bauernhaus Wippekühl transloziert.